# Cesare Burali-Forti

Cesare Burali-Forti

Cesare Burali-Forti (Arezzo, 13 agosto 1861 – Torino, 21 gennaio 1931) è stato un matematico e logico italiano, figlio del pittore e compositore Cosimo Burali-Forti.

## Biografia
Cesare Burali-Forti nacque ad Arezzo il 13 agosto 1861 da Cosimo e Isoletta Guiducci. Studiò all'Università di Pisa con Ulisse Dini ed Enrico Betti, laureandosi in matematica nel 1884. Nel 1887 divenne professore all'Università di Torino dove frequentò il gruppo di Giuseppe Peano. Collaboratore di Peano nella stesura del celebre Formulario matematico, ne continuò l'opera nel settore della logica, con la pubblicazione della Logica matematica nel 1894. Famoso è il paradosso che porta il suo nome e che riguarda l'inesistenza dell'insieme di tutti i numeri ordinali.
Fu docente di geometria analitica e proiettiva presso l'Accademia militare di Torino. Condusse poi ricerche sul calcolo vettoriale e la geometria differenziale (con Tommaso Boggio, Pietro Burgatti e Roberto Marcolongo), l'astronomia e la balistica.
Con Roberto Marcolongo, in particolare, sviluppò il calcolo differenziale assoluto senza coordinate, in opposizione al calcolo tensoriale sviluppato da Levi-Civita e Ricci-Curbastro.
Con Tommaso Boggio, poi, applicò nel 1923 tale calcolo alla relatività generale, fornendone una prima formulazione invariante.
Morì nell’Ospedale Mauriziano di Torino il 21 gennaio 1931, affetto da carcinoma dello stomaco.

## Opere
- Burali-Forti, Cesare, Logica Matematica (Milano: Hoepli, 1894).
- Burali-Forti, Cesare, Introduction à la géométrie différentielle, suivant la méthode de H. Grassmann (Parigi: Gauthier-Villars, 1897)
- Burali-Forti, Cesare, Corso di geometria analitico-proiettiva per gli allievi della R. Accademia Militare (Torino: G. B. Petrini di G. Gallizio,  1912)
- Burali-Forti, Cesare, e Marcolongo, R., Analyse vectorielle generale: Applications à la mécanique et à la physique (Parigi: Gauthier-Villars, 1913)
- Burali-Forti, Cesare e Boggio, Tommaso, Meccanica razionale (Torino-Genova: S. Lattes & c., 1921)
- Burali-Forti, Cesare, Geometria descrittiva (Torino-Genova: S. Lattes & c., 1921-1922)